# Тритикале
Тритикале (× Triticosecale) — озима або яра злакова рослина, штучно створена селекціонерами схрещуванням жита з пшеницею. Вирощується як продовольча і зернофуражна культура.
Назва рослини Triticale, Triticosecale походить від латинських назв пшениці (Triticum L.) та жита (Secale L.). В Україні вона має назву "Пшито".
Тритикале за низкою ключових ознак (урожайність, харчова цінність) перевищує обидві батьківські рослини, а за стійкістю до несприятливих погодних умов та ураження хворобами перевищує пшеницю та не поступається житу.[джерело?]

## Історія
Перші гібриди між пшеницею та житом отримані шотландським вченим Александром Вілсоном ще в 1875 році. Такі гібриди були стерильними. У 1891 році Вільгельм Рімпау отримав перші плідні екземпляри гібридів.
Значна робота, пов'язана зі створенням пшенично-житніх гібридів, проведена на Саратовській дослідній станції НДІСГПС в період з 1918 по 1934 під керівництвом Георгія Мейстера.
В Україні у 30-ті 50-ті роки ХХ ст. проводилися роботи, пов'язані зі створенням двовидових тритикале, але у виробництві ці форми не застосовувались. У середині 60-х років ХХ ст. в Українському інституті рослинництва, селекції і генетики розроблено методи і теорію створення тривидових тритикале.

## Ботанічна характеристика
За сучасною класифікацією тритикале виділено у самостійний штучно створений селекціонерами рід Triticale.
Залежно від особливостей створення рід поділяють на три генетичних види:
- Двовидове октаплоїдне тритикале — Triticale aestivumforme (2n-56), створене схрещуванням жита з м'якою пшеницею;
- Двовидове гексапло'їдне — Triticale durumforme (2n-42), створене схрещуванням жита з твердою пшеницею;
- Тривидове гексапло'їдне — Estivum — durumforme (2n-42), створене схрещуванням жита з м'якою та твердою пшеницею.

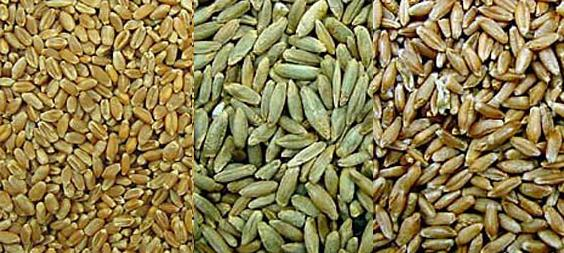
Зліва направо: зерна пшениці, жита та тритикале

За морфологічною будовою органів тритикале подібне до жита і пшениці.
Коренева система мичкувата, з добре розвиненими вузловими коренями, проникає у ґрунт на глибину до 1,5 м і глибше. Відзначається високою фізіологічною активністю, що сприяє доброму розвитку рослин на недостатньо родючих ґрунтах.
Стебло — порожниста соломина, заввишки 100—140, у кормового тритикале — до 200 см, з 4-6 міжвузлями, часто опушене, як у жита, під колосом.
Тритикале відзначається високою кущистістю, здатне утворювати кущ з 5-12 пагонами.
Листя велике, пластинки довгі (20-35 см) і широкі (до 2,5-3 см), ланцетні або лінійні, з вушками і язичками, вкриті восковим нальотом.
Суцвіття — складний колос, здебільшого веретеноподібної форми, завдовжки 7,5-18 см. Як у жита, він багатоколосковий — містить 25-35 колосків, а як у пшениці — колоски багатоквіткові, з 2-6 квітками. Колоски розміщуються на виступі членика стрижня по одному. Колоскові луски подібні до пшеничних. Кожна квітка має дві квіткові луски, з яких нижня в остистих форм закінчується остюком, маточку і три тичинки.
Тритикале — переважно самозапильна рослина.
Плід — зморшкувата зернівка, з добре розвиненим чубком, частіше червоного, червонувато-сірого забарвлення. Зерно крупне, маса 1000 шт. становить 50-60 г.

## Біологічні особливості
Тепло:
- мінімальна температура проростання насіння -  +1...+2 °C;
- оптимальна температура проростання насіння -  +20 °C;
- мінімальна температура з'явлення сходів - +4...+5 °C;
- температура, що спричиняє пошкодження сходів - -17 … -18 °С;
- оптимальна температура росту і розвитку - +20 °С;

- середньодобова температура для відновлення вегетації - +6°С.

Волога : 
- оптимальна вологість ґрунту - 65-75%;
- потрібно для набухання та проростання насіння - 50-60 %;
- транспіраційний коефіцієнт - 360-450;

Винос елементів живлення, кг/ц основної та побічної продукції:
- N : 3,3 - 4 ;
- P2O5 : 1,1 - 1,4 ;
- K2O : 2 - 2,7;
Вимоги до реакції ґрунтового розчину :  pH 5,5 - 7,5 ;
Відношення до світла (довжина дня) : тритикале це рослина довгого дня.
Спосіб запилення : перехресний
Тривалість вегетаційного періоду в середньому у різних сортів складає 250-325 днів.

## Вирощування у світі
Основні виробники тритикале — Польща, Німеччина, Франція, Білорусь та Австралія. В 2009 році за даними Продовольчої та сільськогосподарської організації ООН, в 29 країнах у всьому світі було зібрано 15 млн тон зерна.

## Вирощування в Україні

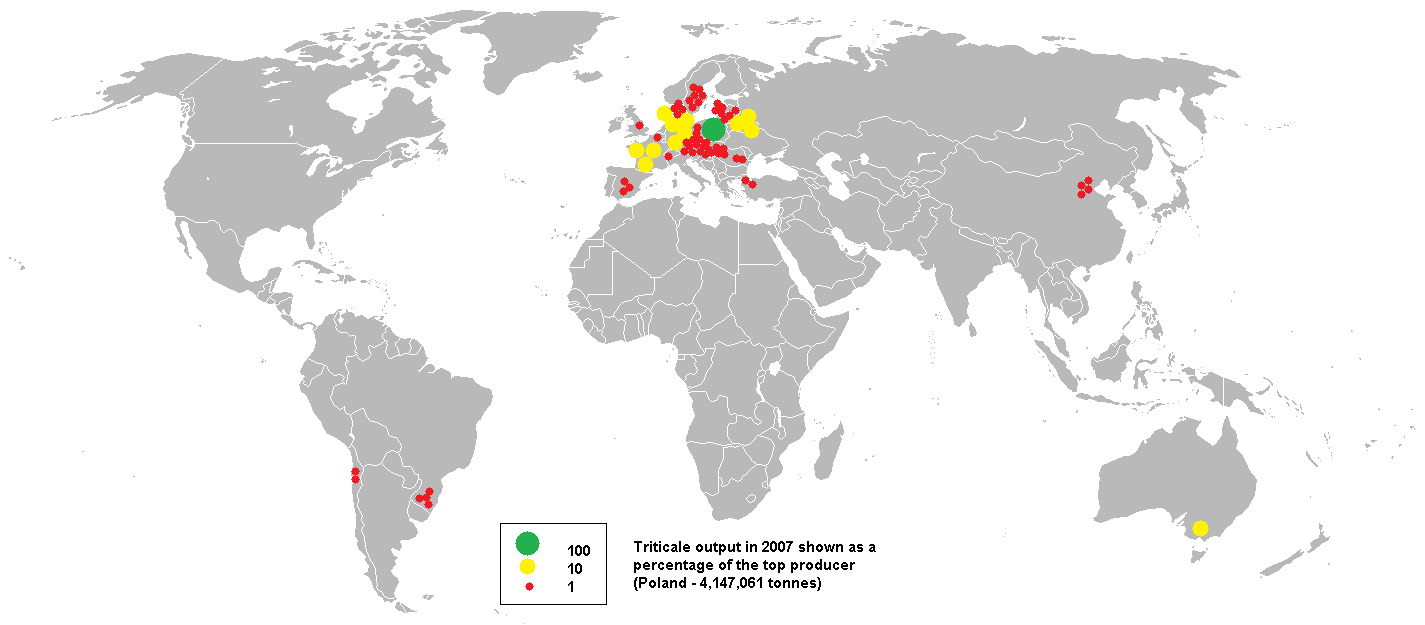
Врожай Тритикале у світі у відсотках для кожної окремо взятої країни в 2007 році порівняно з лідером Польщею (100% = 4 147 061 тонн)

В Україні поширені в основному озимі форми тривидового тритикале, виведені під керівництвом професора А. Ф. Шулиндіна в Інституті рослинництва ім. В. Я. Юр'єва  (Харків).
Загалом в Україні районовано 14 сортів тритикале.
Рекомендовані сорти озимого тритикале такі: зернового напряму — АДМ 4, АДМ 5, Амфідиплоїд 52, Зеніт одеський, Престо та ін., кормового — Амфідиплоїд 51, Простор, Ураган та ін., ярого — Аїст харківський, Крупільський.